# 第30SS武装擲弾兵師団 (白ロシア第1)

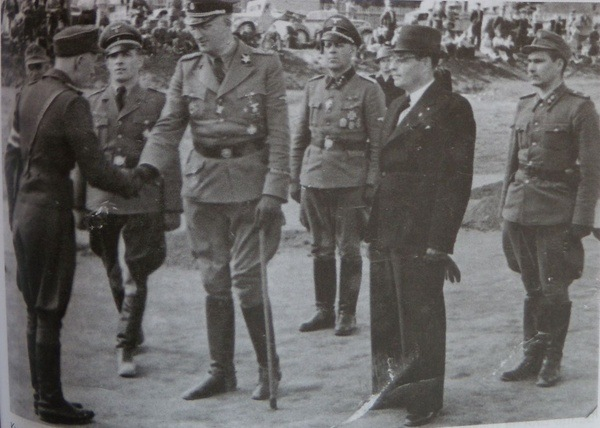
ベラルーシ防衛部隊を閲兵するナチス全権委員のゴットベルク。右の平服姿がオストロフスキ。

第30SS武装擲弾兵師団 （白ロシア第1）（独: 30. Waffen-Grenadier-Division der SS (weißruthenische Nr. 1)）は武装親衛隊の師団であり、第二次世界大戦中、主に東部戦線で活動。
1944年6月18日に親衛隊は、ナチス・ドイツの傀儡政権であるベラルーシ（白ロシア）中央ラーダ議長のラドスウァフ・オストロフスキらとその家族800名を特別列車を仕立ててケーニヒスベルクへ移送していた。中央ラーダに属していたベラルーシ防衛部隊（BKA）の新兵はドイツ軍が撤退しつつあることによりベラルーシに集合していたが、たとえソビエト連邦に降伏したところで内務人民委員部（NKVD）により詳細な調査を受けること・更に彼ら20,000名はソビエト連邦政府が決して恩赦を出さないことを知っていた。そのため彼らは1,000マイルもの行進を行い、第30SS武装擲弾兵師団 （ロシア第2）へ合流した。この擲弾兵師団は第29SS義勇擲弾兵師団（ロシア第1）の残存兵と白ロシア、ウクライナの将兵で構成されていた。編成後、第30SS武装擲弾兵師団にはパルチザンとの戦闘経験がある将兵が含まれていたことから、フランスレジスタンスの掃討を行うためにアルザス＝ロレーヌへ移動した。また、白ロシアの士官候補生は即座にアメリカ第3軍（司令官ジョージ・パットン）との戦いに投入された。
オストロフスキは親衛隊全国指導者ハインリヒ・ヒムラーに白ロシア中央ラーダの支配下に師団を所属させるよう要請していた。同時に、オストロフスキは士官学校を立てて、「武装SS突撃旅団白ロシア」専用制服も制定することも要請しており、師団章に選ばれたシンボルはポラツァクの聖エウプロシュネ（St. Euphrosyne of Polatsk）の二重十字であった。その後、師団はアンドレイ・ウラソフのロシア解放軍に合流するよう命令されたが、この命令は結局、実行されなかった。

## ウクライナ
ウクライナ将兵はLev Hloba親衛隊少佐、A. Negrebetzk親衛隊大尉を指揮官として、第102大隊と第108大隊を編成していた。大隊はベルフォー峠（Belfort Gap）でパルチザン掃討活動を命令された。ヴォージュ山脈北方とジュラ山脈南方の間の幅15マイルのこの谷はパリ盆地とライン峡谷を結ぶ重要な交通路であり、ローヌ川の支流、ドゥー川の上流にあるセーユ（Seille (Saône)）も存在していた。これらの存在は1944年8月の時点で、ドイツ軍がフランス北東部からドイツ本国へ脱出するルートを形成していた。
しかし師団のウクライナ人約1,200名は西側連合軍と戦いたくないと考えていた。そのため、HlobaとNegrebetzkは、ドイツを裏切ってフランスレジスタン側につく事を決定し、フランスレジスタンスの一派、フランス国民軍（French Forces of the Interior、FFI）へ連絡を行った。1944年8月27日、ウクライナ将兵は連合軍へ加わり、フランス軍第1ウクライナ大隊、第2ウクライナ大隊(仏Les Bataillons Ukrainiens)と名称を変更し、さらにドイツ将兵と区別するため大部分が黒いベレー帽をかぶることとなった。若干の情報では所属将兵は軍服と普通の服を混ぜて着ていたとされ、さらにドイツ軍の軍服を青く染めたものを着用していたという。
第1ウクライナ大隊（元第102大隊）はコンフラクート（Confracourt）で活動、地元住民に解放者として歓迎された。大隊はFFIと空挺降下して敵後方で活動していたマルセル・プロースト率いるOOSチームらと協力、1944年9月11日にアメリカ第7軍（司令官アレキサンダー・パッチ（en:Alexander Patch）所属部隊が到着するまで、コンフラクートを保持していた。Negrebetzk率いる第2ウクライナ大隊（元第118大隊）はValdahon駐屯地近辺の南側で作戦に従事した。大隊はショー・レ・パッサヴァンでドイツ自動車化師団と銃撃戦を行った。この戦いの活躍により、Danlyo Klym二等兵はレジオンドヌール勲章を授与された。さらにウクライナ将兵は9月11日、レス・グランドの森で、9月13日はポンテ・デ・ロアデ（Pont-de-Roide）でそれぞれ戦いに参加した。特に後者の戦いは、重要な鉄道集結地点を占領するのに尽力した。その後、両大隊のウクライナ将兵はソビエト連邦への強制送還を防ぐために、第13外人準旅団へ多数加わることとなった。この時までにKlymのレジオンドヌール勲章と同様に、4名の所属将兵がフランス戦功十字章（Croix de guerre）を与えられていた。

## 師団長
| 着任      | 離任       | 階級（当時） | 氏名                 |
| --------- | ---------- | ------------ | -------------------- |
| 1945年2月 | 1945年 5月 | 親衛隊中佐   | ハンス・ジークリング |